# 海盤囊
海盤囊（cyclocystoids）又名環海林檎，是一類神秘的已滅絕棘皮動物，生存於奧陶紀至泥盆紀，主要分布於勞倫大陸（今北美洲），但在波羅的大陸和阿瓦隆尼亞大陸也有少量分布。

## 描述
海盤囊的化石為扁平的圓盤狀，由覆瓦狀排列的骨片組成，外圍有一圈環狀排列的大塊骨板構成的邊緣環，邊緣環外還有一圈可變形的「裙邊」構造。口孔位於口面中央，口面有五條步帶由中心向四周伸出，活體時步帶上可能有柔軟的管足構造。消化道直而短，故可能為食微性（microphagous）動物。
由於化石保存狀況較差，目前對於海盤囊的完整形態、內部結構、生活習性和分類歸屬知之甚少。它們可能口面朝下在海底基質上移動，以沉積物中的微小有機顆粒為食。

## 分類
海盤囊在棘皮動物門中的具體分類地位不明，部分文獻將海盤囊綱歸為海膽亞門的一員，也有假說認為海盤囊應被歸入海座星綱下。
古生物學資料庫認可的海盤囊綱分類如下：
- 科 Apycnodiscidae Boczarowski, 2001
- 海盤囊科 Cyclocystoididae Miller, 1882
- 科 Moroccodiscidae Reich et al., 2017